# UPT Singkuang II
UPT Singkuang II is een bestuurslaag op het 4de niveau (kelurahan/desa) en ligt in het onderdistrict (kecamatan) Muara Batang Gadis in het regentschap Mandailing Natal  van de provincie Noord-Sumatra, Indonesië. UPT Singkuang II telt 159 inwoners (volkstelling 2010).